# 2013年臺中市第二選舉區立法委員缺額補選
中華民國第八屆立法委員臺中市第二選舉區缺額補選，為臺中市第二選舉區（包括沙鹿區、龍井區、大肚區、烏日區、霧峰區、大里區東湖、西湖）原任立法委員顏清標（無黨團結聯盟）因涉嫌違反《貪污治罪條例》一事，被中華民國最高法院宣告褫奪公權而喪失立委資格，因所遺任期超過一年，依法須進行的補選。此選舉於2013年1月26日與臺中市第1屆大肚區福山里長補選同步舉行。選舉結果由顏清標長子顏寬（中國國民黨）以不足1%之差距贏得勝選。

## 背景
在2012年中華民國立法委員選舉，顏清標以近兩成的差距擊敗上次以無黨籍參選的對手李順涼，高票當選連任。
| 號次 | 候選人 | 政黨         | 得票數  | 得票率 | 當選標記 |
| ---- | ------ | ------------ | ------- | ------ | -------- |
| 1    | 李順涼 | 民主進步黨   | 79,730  | 40.20% |          |
| 2    | 顏清標 | 無黨團結聯盟 | 118,585 | 59.80% |          |

## 候選人

### 顏寬
2012年11月29日，顏清標宣布其長子、前無黨團結聯盟籍任務型國民大會代表顏寬恒將參與是次補選。12月14日，顏寬恒以中國國民黨黨員身份完成黨內登記。12月18日，顏寬恒持國民黨推薦書向臺中市選舉委員會登記參選。12月19日，國民黨正式提名顏寬恒參選。

### 思家
2012年12月21日，全民的黨推薦之余思家向臺中市選舉委員會登記參選。2013年1月8日，全民的黨片面撤銷對余思家的推薦，然由於政黨推薦在完成登記後即無法撤銷，故法律上余仍是該黨候選人。

### 陳世凱
2012年12月16日，民主進步黨針對曾任追分國小校長李順涼、時任臺中市議員的陳世凱與劉錦和、曾任立法委員的林豐喜及曾任臺中縣議員的劉淑蘭與假想敵顏寬恒做對比式民調。民調結果，陳世凱領先顏寬恒10%，幅度最高。12月17日，民進黨中執會通過徵召陳世凱參選。12月21日，陳世凱向臺中市選舉委員會登記參選。

## 競選過程
陳世凱表示，對手把這場選舉定位成家族世襲延續政治利益的保衛戰，但他要呼籲選民，這是兩個政黨的選戰，也是人民對總統馬英九不滿的一場選戰。民進黨前主席蔡英文表示，當政府無能，台灣需要改變的力量，呼籲選民給年輕人一個機會，呼應陳世凱的參選理念「改變的志氣」。陳世凱總部發言人張廖萬堅說，這是抗議執政無能的選舉，民進黨訴求多一席監督的力量。陳世凱因此提出「支持財經首長下台換人」、「反媒體壟斷」、「召開國是會議」、「凍結休耕補助」及「續建核四」五項國人高度關切的議題請顏寬恒陣營公開表態。顏總部表示，這些問題在顏寬恒當選進入立法院後，會去解決，現階段了解鄉親的需求更重要。
2013年1月8日，舉行號次抽籤，顏寬恒為1號、余思家2號、陳世凱3號。

## 爭議
由於此次選舉在顏清標於11月28日喪失立委身分，中選會即於12月7日決議公告於不到兩個月後的2013年1月26日補選，相較之下第七屆立法委員補選多於立委解職後三個月進行補選。因此引起民進黨組織部主任李文忠批評中選會是為了護航顏家人，刻意遏止其他人參選。對此中選會秘書長鄧天祐表示中選會係考量在農曆春節前完成補選，因立法院下會期從2月1日開始，希望讓補選的立委接上新會期。對李的指控不予回應。

### 賄選爭議
顏寬恒岳父陳江水小三侯湘芹手上持有她跟陳江水討論顏選情的錄音檔，內容透露顏家人於立委補選時，疑似花了2億元幫顏寬恒賄選。根據三立新聞於2014年2月21日報導公布的錄音帶，

陳江水說：「誰沒買票？... 那個人？你跟我講！... 壓箱票都要買啦。」

侯湘芹：「什麼是壓箱票？」

陳江水：「基本票啦！講給你聽，沒有十全十美的啦，沒有互相拖累的。本來就要買，多少而已。買重點啦。」

侯湘芹：「所以沙鹿這邊沒買，買外縣市（鄉鎮）就對了。」

陳江水：「這還用講。」

侯湘芹：「一票買5百元？」

陳江水：「不能講啦。講了會出問題。」

侯湘芹：「你這樣講，你們十幾萬人，驚死人。」

陳江水：「對啊。」

.......

陳江水：「立委只開出5成多。」

侯湘芹：「才5成出頭？所以有人拿錢沒投票？」

陳江水：「大部分都有投啦，我們沒問。」

## 選舉結果

### 總票數
| 號次 | 候選人 | 政黨       | 得票數 | 得票率 | 當選標記 |
| ---- | ------ | ---------- | ------ | ------ | -------- |
| 1    | 顏寬   | 中國國民黨 | 66,457 | 49.95% |          |
| 2    | 思家   | 全民的黨   | 1,283  | 0.96%  |          |
| 3    | 陳世凱 | 民主進步黨 | 65,319 | 49.09% |          |

### 各區得票概況
| 地區   | 顏寬（得票率）   | 思家（得票率） | 陳世凱（得票率） | 投票人數（投票率） |
| ------ | ---------------- | -------------- | ---------------- | ------------------ |
| 沙鹿區 | 17,296（55.32%） | 313（1.00%）   | 13,658（43.68%） | 31,267（50.51%）   |
| 龍井區 | 14,280（52.92%） | 262（0.97%）   | 12,442（46.11%） | 26,984（48.81%）   |
| 大肚區 | 10,969（49.41%） | 198（0.89%）   | 11,035（49.70%） | 22,202（53.27%）   |
| 烏日區 | 11,471（44.78%） | 223（0.87%）   | 13,924（54.35%） | 25,618（48.80%）   |
| 霧峰區 | 10,624（46.44%） | 243（1.06%）   | 12,012（52.50%） | 22,879（45.98%）   |
| 大里區 | 1,817（44.22%）  | 44（1.07%）    | 2,248（54.71%）  | 4,109（37.18%）    |